# Semarum
Semarum is een bestuurslaag in het regentschap Trenggalek van de provincie Oost-Java, Indonesië. Semarum telt 2636 inwoners (volkstelling 2010).